# Nossa Senhora das Neves (Beja)
Nossa Senhora das Neves é uma freguesia portuguesa do município de Beja, com 53,14 km² de área e 1525 habitantes (censo de 2021). A sua densidade populacional é 28,7 hab./km².

## Demografia
Nota: Nos anos de 1864 a 1930 figura com a designação de Neves. A atual designação foi-lhe dada pelo decreto lei n.º 27.424, de 31/12/1936.
A população registada nos censos foi:
| Distribuição da População por Grupos Etários | Distribuição da População por Grupos Etários | Distribuição da População por Grupos Etários | Distribuição da População por Grupos Etários | Distribuição da População por Grupos Etários |
| -------------------------------------------- | -------------------------------------------- | -------------------------------------------- | -------------------------------------------- | -------------------------------------------- |
| Ano                                          | 0-14 Anos                                    | 15-24 Anos                                   | 25-64 Anos                                   | > 65 Anos                                    |
| 2001                                         | 237                                          | 263                                          | 992                                          | 403                                          |
| 2011                                         | 226                                          | 150                                          | 962                                          | 409                                          |
| 2021                                         | 174                                          | 142                                          | 813                                          | 396                                          |